# استلیوس مالزاس
استلیوس مالزاس (به یونانی: Στέλιος Μαλεζάς) (زادهٔ ۱۱ مارس ۱۹۸۵) بازیکن فوتبال اهل کشور یونان است.
وی برای تیم ملی یونان ۳ بازی انجام داده و ۰ گل به ثمر رسانده‌است. پست تخصصی این بازیکن نیز، دفاع است.